# 히케타온
히케타온(Hicetaon, Ἱκετάονα 또는 Ἱκετάονος)은 그리스 신화에서 트로이의 왕인 라오메돈의 아들이다. 파리스가 트로이의 헬레네를 납치한 후, 히케타온은 전쟁을 피하기 위해 헬레네를 남편인 메넬라오스에게 돌려줘야 한다고 제안했다. 그의 아들 멜라니포스는 히케타온이 피하려고 했던 트로이 전쟁에서 전사했다.